# Nowa Wieś Wrocławska
Nowa Wieś Wrocławska est une localité polonaise de la gmina de Kąty Wrocławskie, située dans le powiat de Wrocław en voïvodie de Basse-Silésie.